# 충주 창동리 석조약사여래입상
충주 창동리 석조약사여래입상(忠州 倉洞里 石造藥師如來立像)은 충청북도 충주시 중앙탑면에 있는 고려시대의 불상이다. 2006년 3월 3일 충청북도의 유형문화재 제271호로 지정되었다.

## 개요
화강암 판석 1매에 보주형 광배와 불신을 부조한 불상으로소발위에 두터운 육계가 표현되었으며 눈썹은 반원형이며 얼굴은 통통하게 살이 쪘다. 양귀는 어깨까지 닿으며 삼도가 표현되었다.
법의는 통견이며 왼손을 가슴에 대고 그 위에 약합을 쥐고 있으며 오른손은 가슴위까지 올려 손바닥을 밖으로 향하고 있다. 대좌는 장방형 판석에 연화문을 새기고 불상을 끼우도록 되어 있으나 원래의 것은 아닌 것으로 보인다.